# Остров Джефферсона
Остров Джефферсона — малый остров архипелага Земля Франца-Иосифа, Приморский район Архангельской области России.
Представляет собой небольшой вытянутый с северо-запада на юго-восток скальный массив высотой до 102 метров.
Назван в честь Томаса Джефферсона, участника экспедиции на Северный полюс 1901 года.

## Прилегающая акватория
Остров омывается Баренцевым морем. Глубина у северо-восточного побережья достигает 36 метров, глубина у юго-западного - до 107 метров.

### Проливы
- пролив Аллен-Юнг — с юга отделяет остров Джефферсона от острова Королевского Общества.

## Ближайшие острова
- остров Нансена
- остров Королевского Общества
- остров Притчетта

## Топографические карты
- Лист карты U-40-XXXI,XXXII,XXXIII остров Мак-Клинтока. Масштаб: 1 : 200 000. Издание 1971 г.